# 포토제닉
포토제닉(Photogenic)은 사진을 잘 받는 상태, 즉 미적으로나 육체적으로 매력이 있는 상태를 말한다. 윌리엄 폭스 탤벗이 고안한 포토제닉 드로잉 기법 또한 최초 방식의 영상 기록 방법을 설명한다.

## 육체적 매력
포토제닉의 상태는 실생활에서의 육체적 매력과 관련이 되어있을 수도, 되어있지 않을 수도 있다. 모델은 일반적으로 포토제닉에 속하는 것으로 설명된다.

## 카리스마
매력적인 인물이 무조건 포토제닉이 아니라는 사실에 대한 설명으로는 그들의 매력의 일부가 움직임, 표현 등으로 말미암아 실생활에 비치는 카리스마 때문일 수 있다.

## 조명
사진이 촬영될 때의 조명 또한 인물의 매력에 큰 영향을 미친다.